# Crnuzi
Crnuzi (izvirno srbsko Црнузи) je naselje v Srbiji, ki upravno spada pod Občino Priboj; slednja pa je del Zlatiborskega upravnega okraja.

## Demografija
V naselju, katerega izvirno (srbsko-cirilično) ime je Црнузи, živi 338 polnoletnih prebivalcev, pri čemer je njihova povprečna starost 35,2 let (34,2 pri moških in 36,2 pri ženskah). Naselje ima 134 gospodinjstev, pri čemer je povprečno število članov na gospodinjstvo 3,32.
To naselje je, glede na rezultate popisa iz leta 2002, večinoma srbsko.
|  |

| Demografija | Demografija     | Demografija     |
| Leto        | Št. prebivalcev | Št. prebivalcev |
| ----------- | --------------- | --------------- |
|             |                 |                 |
|             |                 |                 |
|             |                 |                 |
|             |                 |                 |
| 1948        | 383             |                 |
| 1953        | 380             |                 |
| 1961        | 472             |                 |
| 1971        | 383             |                 |
| 1981        | 515             |                 |
| 1991        | 434             | 433             |
| 2002        | 460             | 445             |
|             |                 |                 |

| Etnična sestava po popisu iz leta 2002 | Etnična sestava po popisu iz leta 2002 | Etnična sestava po popisu iz leta 2002 | Etnična sestava po popisu iz leta 2002 | Etnična sestava po popisu iz leta 2002 |
| -------------------------------------- | -------------------------------------- | -------------------------------------- | -------------------------------------- | -------------------------------------- |
| Srbi                                   | Srbi                                   |                                        | 314                                    | 70,56%                                 |
| Bošnjaki                               | Bošnjaki                               |                                        | 102                                    | 22,92%                                 |
| Muslimani                              | Muslimani                              |                                        | 25                                     | 5,61%                                  |
| Črnogorci                              | Črnogorci                              |                                        | 3                                      | 0,67%                                  |
| Hrvati                                 | Hrvati                                 |                                        | 1                                      | 0,22%                                  |
| Neznano                                | Neznano                                |                                        | 0                                      | 0,0%                                   |